# Jean-François Heurtier
Jean-François Heurtier (Parigi, 6 marzo 1739 – Versailles, 16 aprile 1822) è stato un architetto francese.

## Biografia

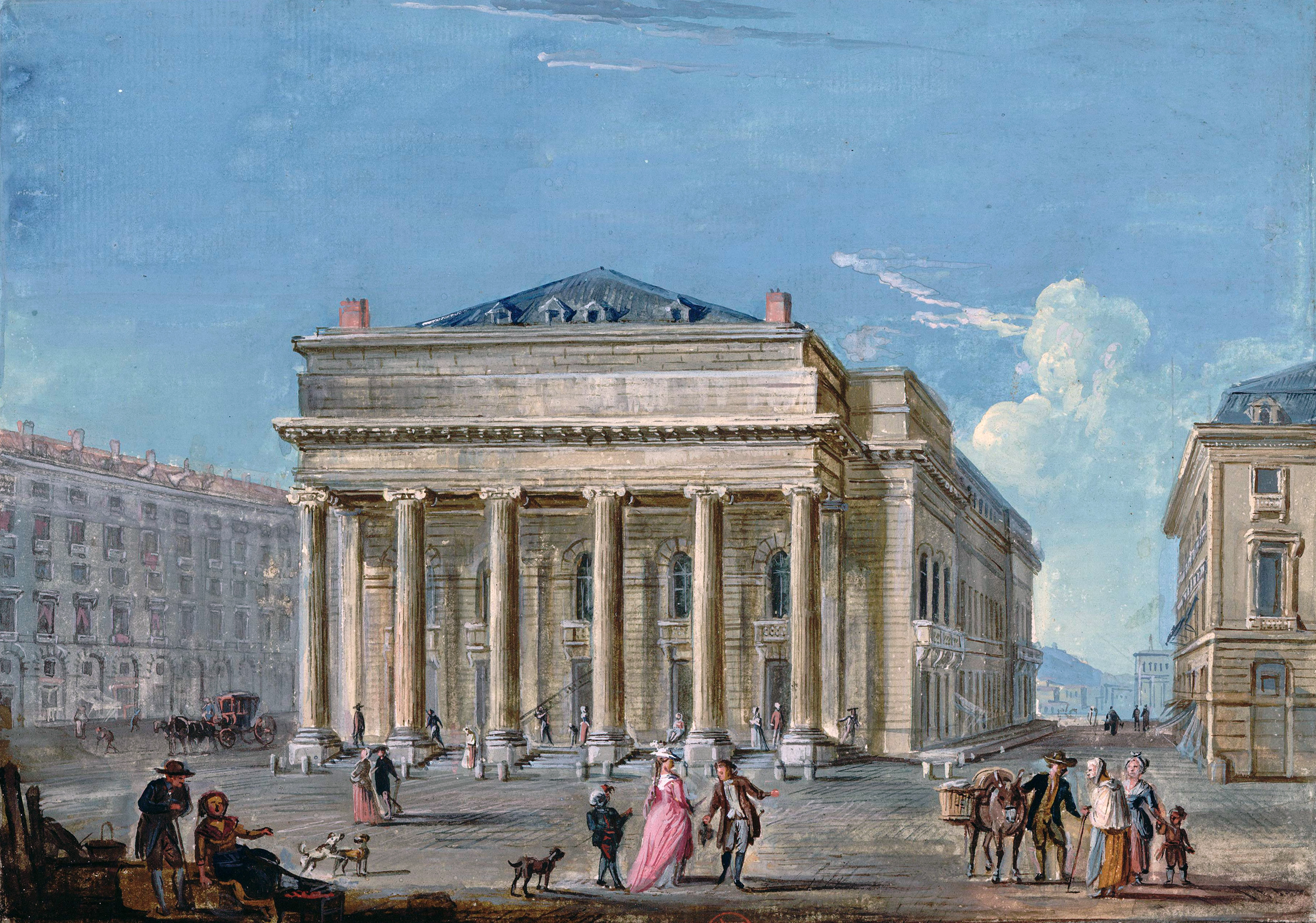
L'originale "salle Favart" in un dipinto di Jean-Baptiste Lallemand

Studente dell'Académie royale de peinture et de sculpture, ottenne il Grand Prix d'architecture nel 1765 e fu ammesso all'Académie royale d'architecture nel 1776. Quando quest'ultima fu abolita, fu eletto al nuovo Institut de France nel 1801, sostituendo il deceduto Jacques Denis Antoine al seggio numero 4. Fu presidente dell'istituto per due mandati nel 1806.
È stato secondo in comando di Louis-Denis Le Camus come architetto del re, poi ispettore generale degli edifici reali sotto il regno di Luigi XVI, quindi architetto del governo e architetto della città di Parigi.
Tra le sue opere principali figurano il teatro Montansier di Versailles, costruito nel 1777, così come la "Salle Favart" del teatro della Comédie italienne che divenne l'Opéra Comique di Parigi nel 1780, incendiato nel 1887.
Nel 1807 divenne membro del Consiglio degli edifici civili e nel 1809 ispettore generale della Grande Voirie.